# Morey
Morey este o comună în departamentul Saône-et-Loire, Franța. În 2009 avea o populație de 194 de locuitori.

## Evoluția populației
| An        | 1975 | 1982 | 1990 | 1999 | 2006 | 2009 |
| --------- | ---- | ---- | ---- | ---- | ---- | ---- |
| Populație | 175  | 157  | 176  | 156  | 184  | 194  |